# Desmometopa aldabrae
Desmometopa aldabrae är en tvåvingeart som beskrevs av Curtis W. Sabrosky 1983. Desmometopa aldabrae ingår i släktet Desmometopa och familjen sprickflugor.
Artens utbredningsområde är Seychellerna. Inga underarter finns listade i Catalogue of Life.